# Prefectura de Policía de París
La Prefectura de Policía (en francés: Préfecture de Police), encabezada por el prefecto de Policía (Préfet de Police), es una institución bajo autoridad del Ministerio del Interior de Francia (y parte de la Policía nacional francesa) que provee la fuerza de policía a la ciudad de París y a los tres departamentos aledaños de Hauts-de-Seine, Seine-Saint-Denis y Val-de-Marne. También está a cargo de servicios de emergencia, como la Brigada de Incendios de París, y realiza funciones administrativas, tales como expedir carnés de identidad y de conducir o monitorear a residentes extranjeros. La Prefectura de Policía también tiene tratados de seguridad limitados a lo ancho de la Región de Isla de la Cité.
La prefectura es un gran edificio situado en la Isla de la Cité, en el IV Distrito.
Como es la capital de Francia, con asambleas gubernamentales y oficinas y embajadas extranjeras, París posee funciones especiales de seguridad y orden público. Consecuentemente, el gobierno nacional ha sido responsable de aplicar la ley y los servicios de emergencia desde la creación del Teniente General de Policía (Lieutenance générale de police) por Luis XIV el 15 de marzo de 1667. Disuelta al comienzo de la Revolución francesa en 1789, fue reemplazada por la actual Prefectura de Policía creada por Napoleón I el 17 de febrero de 1800. Esto significa que París no tiene su propia policía municipal y que la Police Nationale provee estos servicios directamente como una subdivisión del Ministerio del Interior de Francia.

## Recursos
- Presupuesto
  - Mil millones de euros por el gobierno nacional
  - 488 millones de euros por París y los departamentos aledaños de la pequeña corona.
- Personal
  - 19.647 empleados del Estado — incluidos 17.979 oficiales de policía, 748 empleados de administración de la Policía Nacional, personal de técnicos y científicos, más otros 20
  - 5765 empleados municipales
  - 6840 militares de la Brigada de Incendios de París
- 494 instalaciones, estaciones y oficinas
- 6120 vehículos — incluidos coches de policía, camiones de bomberos, motocicletas, botes y helicópteros.

## Actividades
- 350.000 reportes de crímenes
- Dos millones de documentos administrativos expedidos
- 200.000 licencias de conducir expedidas